# Обресков, Михаил Алексеевич
Михаил Алексеевич Обресков (1764—1842) — действительный тайный советник, сенатор, директор Департамента внешней торговли. Из дворянского рода Обресковых.

## Биография
Сын сенатора А. М. Обрескова от его второго брака с гречанкой. На службе числился с 5 апреля 1772 года в Коллегии иностранных дел, сначала актуариусом, затем переводчиком (1774). В январе 1782 г. перешел на военную службу. В 1788 г. — премьер-майор, адъютант князя Потемкина-Таврического.
При осаде и взятии Очакова (в чине подполковника) контужен и ранен, год спустя переведен в Елизаветградский полк. В 1794 г. участвовал в боях против поляков. В том же году — полковником переведен в Переяславский конно-егерский полк. В 1797 г. — назначен командиром (позже — шефом) лейб-гвардейского Кирасирского полка, генерал-майор.
При Павле I — в 1799 г. впал в немилость и два года пробыл в отставке. В марте 1801 г. — снова на военной службе; 26 ноября 1802 года за беспорочную выслугу был награждён орденом Св. Георгия 4-й степени.
В июле 1805 года был назначен генерал-кригскомиссаром армии, в 1806 году произведён в генерал-лейтенанты. В период войны 1806—1807 гг. исполнял обязанности генерал-кригскомиссара действующей армии. В 1810 г. командирован в Архангельск для инспекции войск и расследования ряда дел. По возвращении назначен с 12.07.1810 г. сенатором и директором Государственной комиссии погашения долгов. 13.07.1810 г. назначен присутствовать во 2-м отделении 3 департамента Правительствующего Сената, а в 1811 г. — директором Департамента внешней торговли, энергично преследуя лихоимство, при его руководстве таможенные сборы увеличились в несколько раз. В 1823 г. по болезни согласно прошению был уволен.

В 1826 г. был назначен в Верховный уголовный суд по делу декабристов. В 1828 г. переименован из генерал-лейтенантов в действительные тайные советники. С 1832 г. — первоприсутствующий в Общем собрании ряда департаментов, а с конца 1834 г. — в Общем собрании Правительствующего Сената. По отзывам Ф. Ф. Вигеля:
Обресков был небольшого роста, тонок, строен и чрезвычайно легко танцевал; искусственная белизна его лица спорила с искусственной чернотой его волос, и яркий искусственный румянец покрывал его щеки... Страсть его к женскому полу и желание ему нравиться начинали делать его смешным... тот, который всю жизнь прельщениями и деньгами соблазнял невинность и кучу жертв принес своему сластолюбию, на старости пал безоружен в сети, расставленные распутницей, которая без большого искусства умела превратить их в брачные узы. Мгновенно прежний мир исчез перед ним: знакомые, родные, даже дети его оставили. Сим последним должен был он отдать родовое имение первой жены, а награбленное скоро похитила у него вторая жена.

## Награды
- Крест «За взятие Очакова» (1789)
- Орден Святого Владимира 4-й степени (2 сентября 1793)[4]
- Орден Святой Анны 1-й степени (8 октября 1798)[5]
- Орден Святого Георгия 4-й степени за 25 лет беспорочной службы в офицерских чинах (26 ноября 1802)[6]
- Орден Святого Владимира 2-й степени (2 апреля 1812)[7]
- Орден Святого Александра Невского (15 июня 1813); алмазные украшения (2 августа 1834)[8]

- Орден Красного Орла (1807, королевство Пруссия)[9]

## Семья
Был дважды женат и имел четырёх сыновей:
1. жена (c 1787 года) — Екатерина Александровна Талызина (04.11.1772—19.06.1803[10]), дочь сенатора А. Ф. Талызина и М. С. Апраксиной. Умерла в Москве вскоре после родов, похоронена в Новодевичьем монастыре. 
  - Алексей Михайлович (1788—1811), погиб при осаде Рущука, пансионский товарищ князя П. Вяземского, который находил в его натуре «что-то благородное, мыслящее и степенное».
  - Александр Михайлович (1789—1885), сенатор, дипломат, резидент в Штутгарте; с 1828 года женат на графине Наталье Львовне Соллогуб (1809—18 ?), дочери графа Л. И. Соллогуба, племяннице князя А. М. Горчакова, одной из первых петербургских красавиц.
  - Дмитрий Михайлович (1790—1864), тайный советник, с 1830 по 1832 года глава Виленской губернии, в 1830 году был главой Тверской губернии; женат на Наталье Васильевне Шереметевой (1795—1865), дочери генерал-майора В. С. Шереметева. Прожив с женой 12 лет, оставил её и пятерых детей ради жены сенатора Бобятинского, которая являлась родной сестрой графини Теклы Шуваловой[11].
  - Мария Михайловна (1796—04.01.1829), скончалась от горячки.
  - Софья Михайловна (26.05.1798[12]— ?), крещена 30 мая  1798 года в Исаакиевском соборе при восприемстве императрицы Марии Фёдоровны; замужем (с 17 апреля 1821 года)[13] бароном за В. И. Левенштерном.
  - Николай Михайлович (1802—1866), поручик Арзамасского конно-егерского полка; женат на Наталье Федоровне Ивановой (1813—1875), адресате любовной лирики Лермонтова.
  - Зинаида Михайловна (март 1803—04.04.1803[14])
2. жена (с 24 мая 1833 года)[15] — Анна Львовна фон Фольгард (8.11.1803—12.4.1853), лютеранка, вдова с тремя детьми, ее первым мужем был артиллерийский полковник Фёдор Егорович Зеланд. По поводу ее второго брака А. В. Никитенко в январе 1833 года писал в своем дневнике [16]:Вчера был на великолепном обеде у прекрасной вдовы, полковницы Зеланд... она сияла красотой и радушием... Присутствовал также жених прелестной г-жи Зеланд, действительный тайный советник М. А. Обресков: это старик лет семидесяти. Чета, достойная кисти Жанена.